# Songhajowie
Songhajowie – grupa etniczna w Afryce Zachodniej, spokrewniona z Mande i Tuaregami. Języki rodziny songhaj łączy się jednak z zespołem nilo-saharyjskim.
Songhajowie wraz z ludami Mande byli dominującą grupą etniczną w średniowiecznym państwie Songhaj. Obecnie grupa ta rozprzestrzeniona jest po całym państwie Mali wzdłuż rzeki Niger. Songhajowie trudnią się głównie rolnictwem, rybołówstwem i handlem.